# Pudtol
Pudtol è una municipalità di quarta classe delle Filippine, situata nella Provincia di Apayao, nella Regione Amministrativa Cordillera.
Pudtol è formata da 22 baranggay:
- Aga
- Alem
- Amado
- Aurora
- Cabatacan
- Cacalaggan
- Capannikian
- Doña Loreta
- Emilia
- Imelda
- Lower Maton
- Lt. Bilag
- Lydia
- Malibang
- Mataguisi
- Poblacion
- San Antonio (Pugo)
- San Jose
- San Luis
- San Mariano
- Swan
- Upper Maton